# Michael Walchhofer
Michael Walchhofer (Radstadt, 28 april 1975) is een Oostenrijks alpineskiër, die gespecialiseerd is in de afdaling. In 2003 werd hij wereldkampioen op deze discipline. Hij is tevens succesvol op de disciplines Super G en combinatie.

## Carrière
Walchhofer vierde zijn eerste succes in het seizoen 1998/99 met het winnen van de algemene beker en de slalom in de Europacup. Zijn debuut in een wereldbekerwedstrijd maakte hij op 6 januari 1999 in het Sloveense Kranjska Gora. Oorspronkelijk gold Walchhofer meer als een slalomtalent, in de loop van zijn carrière ontwikkelde hij zich echter tot een afdalingsspecialist.
In het jaar 1999 nam hij deel aan zijn eerste wereldkampioenschap. In Vail werd hij uiteindelijk zesde op de combinatie en kwam hij, op zijn toenmalige favoriete discipline, de slalom, niet door de kwalificaties heen.
Op de wereldkampioenschappen van 2003 in Sankt Moritz behaalde hij zijn grootste succes van zijn carrière. Op de afdaling kon hij het goud pakken door de Noor Kjetil André Aamodt (zilver) en de Zwitser Bruno Kernen (brons) achter zich te laten. Bij de wereldkampioenschappen van 2005 in Bormio won hij op de Super G de zilveren medaille door achter de Amerikaan Bode Miller als tweede te eindigen. Bij de afdaling pakte hij als titelverdediger de bronzen medaille en bij de landenwedstrijd won hij met het Oostenrijkse team de zilver medaille.
Op 12 februari 2006 won hij bij de Olympische Winterspelen van 2006 in Turijn zijn eerste olympische medaille door als tweede te eindigen op de afdaling.
Bij de wereldkampioenschappen van 2007 en van 2009 eindigde Walchhofer op zowel de afdaling, als op de Super G ver buiten het podium.
Walchhofer heeft in zijn carrière 16 wereldbekerwedstrijden gewonnen. In de seizoenen 2004/05, 2005/06 en 2008/2009 won hij de wereldbeker op de afdaling.

## Resultaten

### Wereldkampioenschappen
| Jaar | Plaats                 | Resultaten                                           |
| ---- | ---------------------- | ---------------------------------------------------- |
| 1999 | Vail                   | 6e Combinatie DNF Slalom                             |
| 2003 | Sankt Moritz           | Afdaling                                             |
| 2005 | Bormio                 | Super G · Landenwedstrijd · Afdaling · 4e Combinatie |
| 2007 | Åre                    | 15e Afdaling DNF Combinatie                          |
| 2009 | Val-d'Isère            | 12e Afdaling 13e Super G                             |
| 2011 | Garmisch-Partenkirchen | 7e Afdaling 11e Super G                              |

### Olympische Spelen
| Jaar | Plaats         | Resultaten                |
| ---- | -------------- | ------------------------- |
| 2002 | Salt Lake City | DNF Combinatie            |
| 2006 | Turijn         | Afdaling · DNF Combinatie |
| 2010 | Vancouver      | 10e Afdaling 21e Super G  |

### Wereldbeker

#### Eindklasseringen
| Seizoen   | Algm | AD     | SL  | RS  | SG     | SC     |
| --------- | ---- | ------ | --- | --- | ------ | ------ |
| 1998/1999 | 81e  | -      | 31e | -   | -      | -      |
| 1999/2000 | 58e  | -      | 23e | -   | -      | -      |
| 2000/2001 | 43e  | 42e    | 24e | -   | -      | Zilver |
| 2001/2002 | 23e  | 9e     | -   | -   | -      | 5e     |
| 2002/2003 | 9e   | Brons  | 40e | 38e | 41e    | Zilver |
| 2003/2004 | 7e   | 5e     | 5e  | -   | 5e     | 5e     |
| 2004/2005 | 4e   | Goud   | 57e | 25e | 5e     | -      |
| 2005/2006 | 5e   | Goud   | -   | 37e | 18e    | Zilver |
| 2006/2007 | 16e  | 5e     | -   | 33e | 21e    | 26e    |
| 2007/2008 | 14e  | Brons  | -   | 60e | 18e    | -      |
| 2008/2009 | 8e   | Goud   | -   | -   | 6e     | 32e    |
| 2009/2010 | 10e  | 6e     | -   | -   | Zilver | 33e    |
| 2010/2011 | 5e   | Zilver | -   | -   | 4e     | -      |

#### Wereldbekerzeges
| Datum            | Plaats                 | Onderdeel       |
| ---------------- | ---------------------- | --------------- |
| 26 januari 2003  | Kitzbühel              | Combinatie      |
| 29 november 2003 | Lake Louise            | Afdaling        |
| 17 december 2004 | Val Gardena            | Super G         |
| 15 januari 2005  | Wengen                 | Afdaling        |
| 18 februari 2005 | Garmisch-Partenkirchen | Afdaling        |
| 19 februari 2005 | Garmisch-Partenkirchen | Afdaling        |
| 10 december 2005 | Val-d'Isère            | Afdaling        |
| 11 december 2005 | Val-d'Isère            | Supercombinatie |
| 21 januari 2006  | Kitzbühel              | Afdaling        |
| 28 december 2006 | Bormio                 | Afdaling        |
| 29 december 2006 | Bormio                 | Afdaling        |
| 30 november 2007 | Beaver Creek           | Afdaling        |
| 15 december 2007 | Val Gardena            | Afdaling        |
| 20 december 2008 | Val Gardena            | Afdaling        |
| 12 december 2009 | Val-d'Isère            | Super-G         |
| 27 november 2010 | Lake Louise            | Afdaling        |
| 17 december 2010 | Val Gardena            | Super-G         |
| 29 december 2010 | Bormio                 | Afdaling        |
| 12 maart 2011    | Kvitfjell              | Afdaling        |